# NGC 5201
NGC 5201 је спирална галаксија у сазвежђу Велики медвед која се налази на NGC листи објеката дубоког неба.
Деклинација објекта је + 53° 4' 54" а ректасцензија 13h 29m 16,2s. Привидна величина (магнитуда) објекта NGC 5201 износи 13,2 а фотографска магнитуда 14,1. NGC 5201 је још познат и под ознакама UGC 8480, MCG 9-22-69, CGCG 271-45, PGC 47324.